# Stepping Out
Stepping Out från 1993 är jazzsångerskan och pianisten Diana Kralls debutalbum.

## Låtlista
1. This Can't Be Love (Richard Rodgers/Lorenz Hart) – 4:31
2. Straighten Up and Fly Right (Nat King Cole/Irving Mills) – 3:56
3. Between the Devil and the Deep Blue Sea (Harold Arlen/Ted Koehler) – 4:04
4. I'm Just a Lucky So-and-So (Duke Ellington/Mack David) – 4:23
5. Body and Soul (Edward Heyman/Robert Sour/Frank Eyton/Johnny Green) – 5:35
6. 42nd Street (Harry Warren/Al Dubin) – 6:21
7. Do Nothing Till You Hear from Me (Duke Ellington/Bob Russell) – 4:33
8. Big Foot (Klaus Suonsaari) – 7:07
9. The Frim-Fram Sauce (Redd Evans/Joe Ricardel) – 4:08
10. Jimmie (Diana Krall) – 5:26
11. As Long as I Live (Harold Arlen/Ted Koehler) – 4:42
12. On the Sunny Side of the Street (Jimmy McHugh/ Dorothy Fields) – 4:51

## Medverkande
- Diana Krall – piano, sång
- John Clayton – bas
- Jeff Hamilton – trummor